# 郁芳通

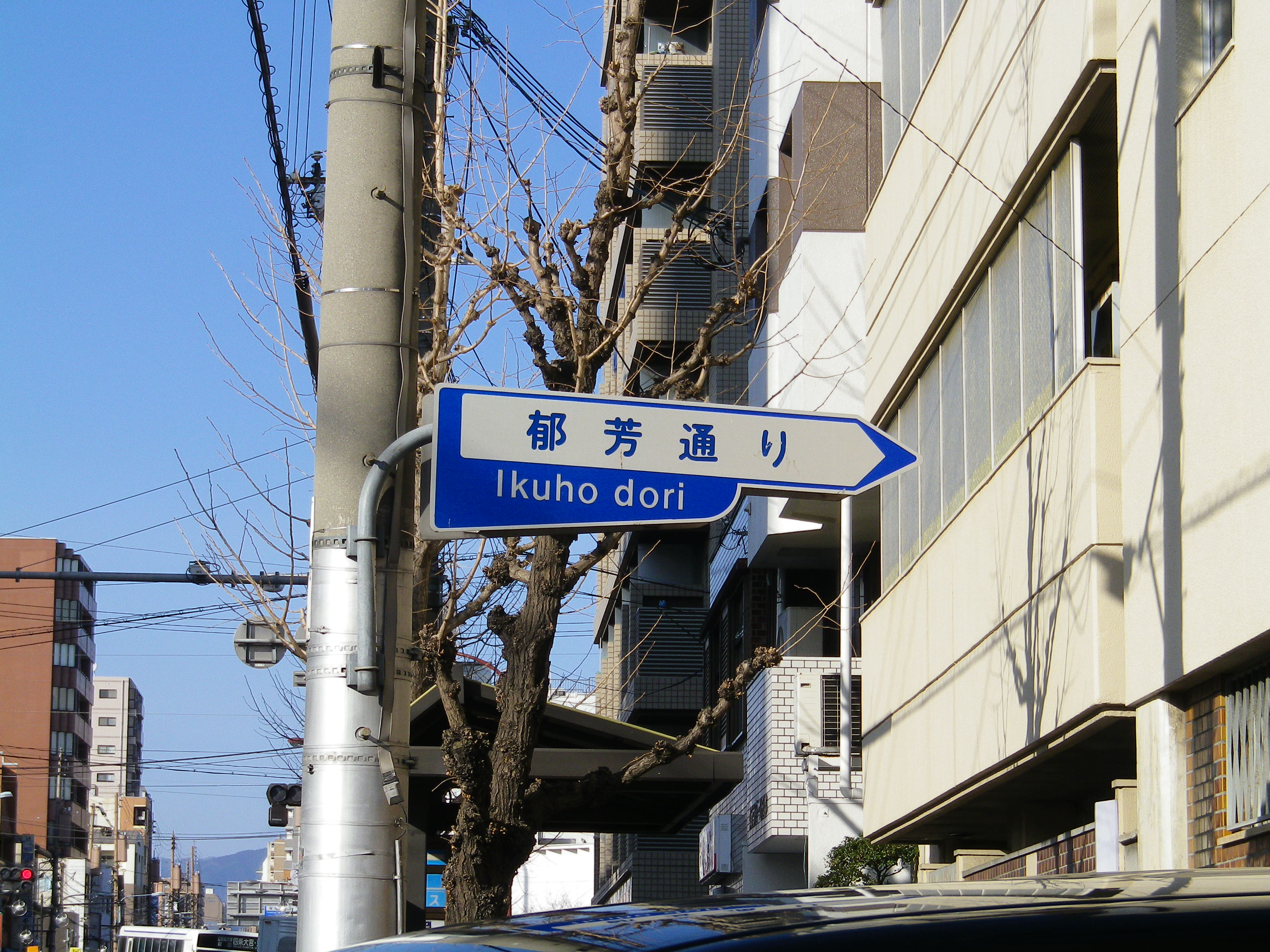
郁芳通標識（西端の千本通）

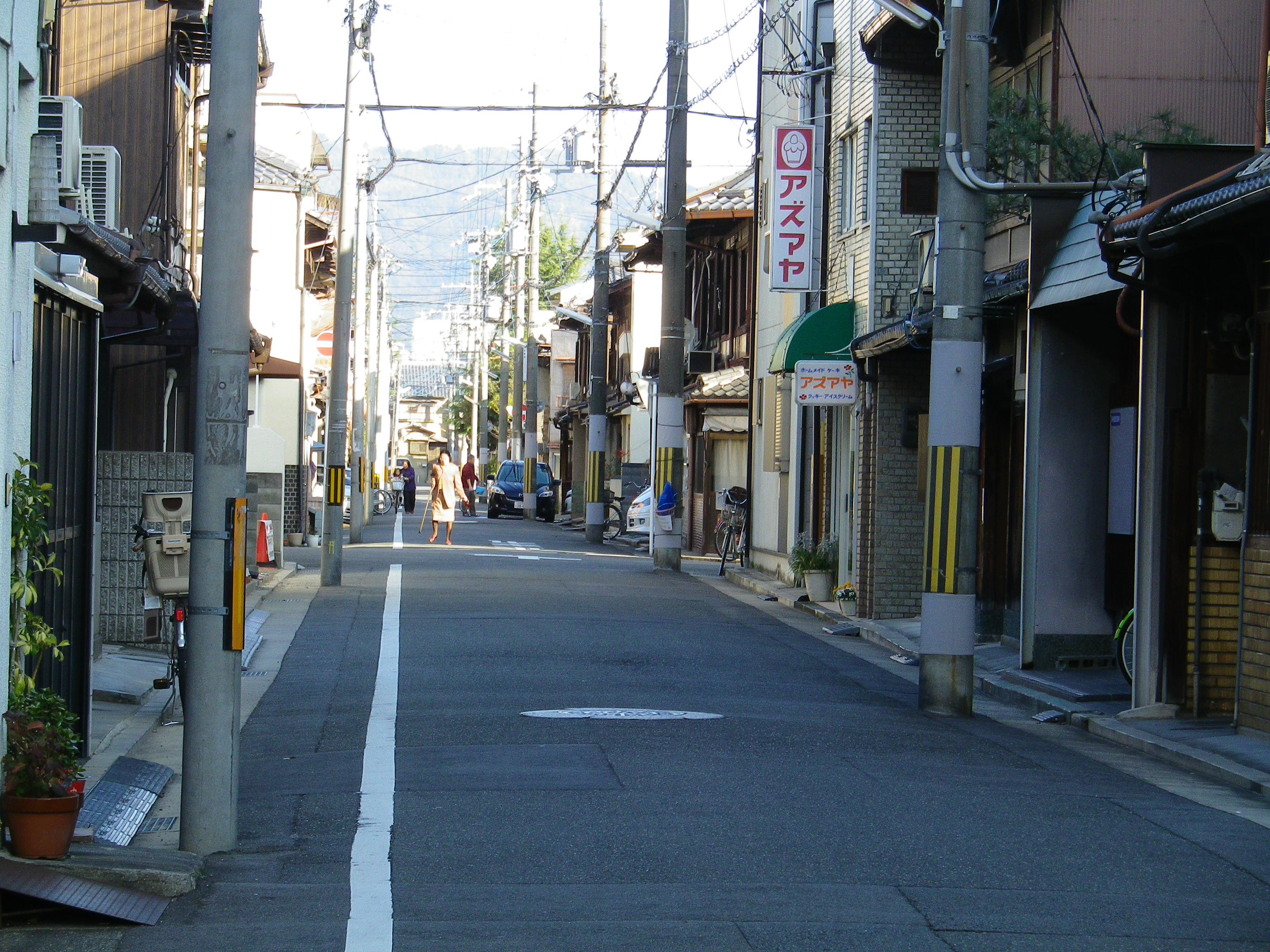
千本東入から東方向

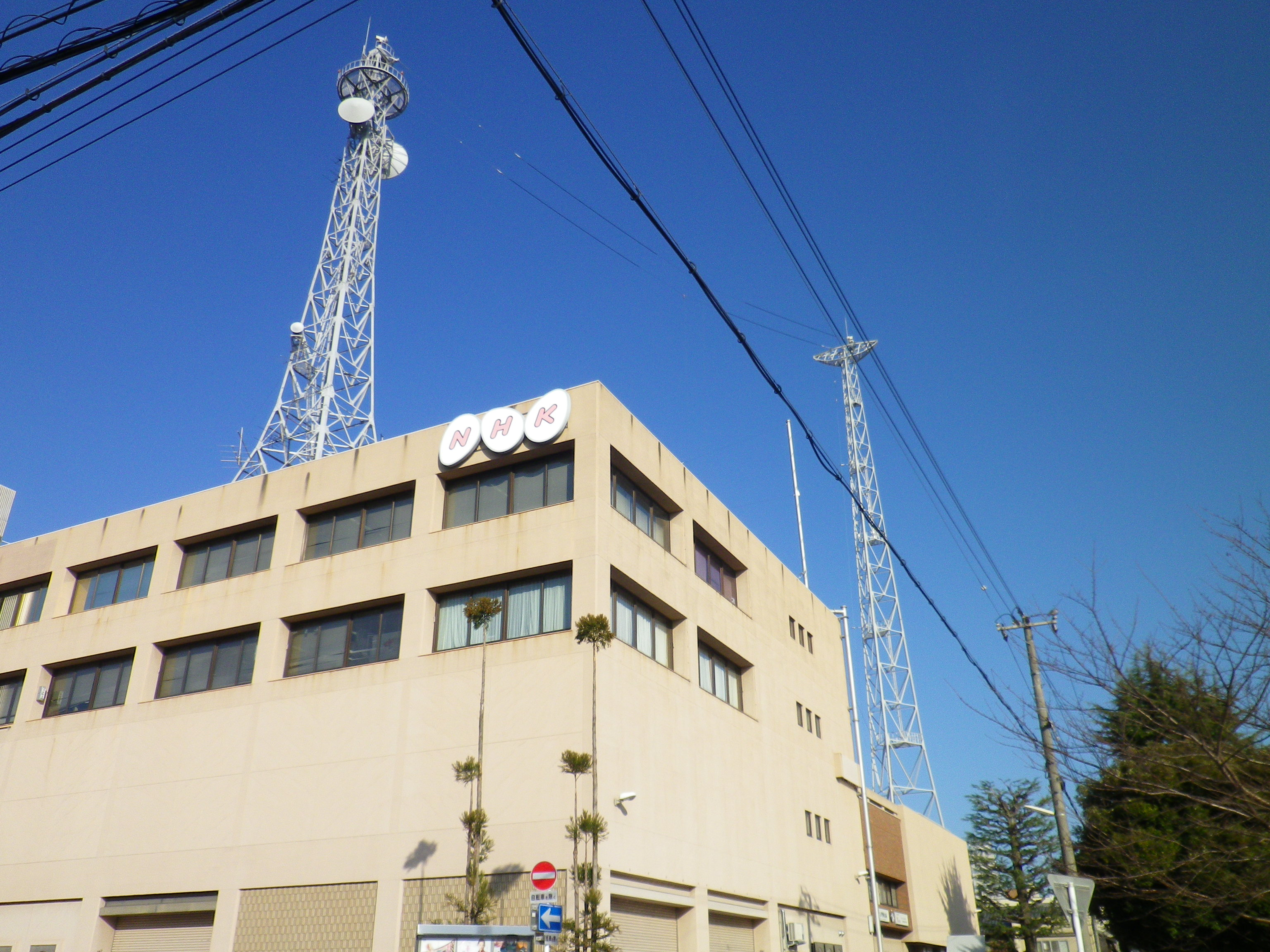
NHK京都放送局の外観（郁芳通美福西入から）

郁芳通（いくほうどおり）は京都市上京区の東西の通りの一つ。東は西日暮通から、西は千本通まで、長さおよそ500メートルの住宅地の中の交通量の少ない通りである。途中、東から智恵光院通、美福通、浄福寺通、土屋町通と交差する。
名称は、郁芳通のほぼ中心を南北に貫く美福通とともに、平安京大内裏に存在した宮城門の名に由来する。郁芳通の名前の由来となった郁芳門は大内裏東面に、美福通の名前の由来となった美福門は大内裏南面に位置した。
郁芳通が位置する主税町は、近世には京都所司代が位置し、近代には京都府監獄署（後に政府直轄となり「京都監獄」と改称。現在の京都刑務所）が位置した。跡地は、（昭和）天皇大礼記念京都博覧会の会場としても活用された。
京都刑務所が存在した区画は、北は現在の丸太町通の若干南側である主税町域北辺、南は竹屋町通、東は西日暮通、西は千本通であり、郁芳通はその区画の中央を東端から西端まで貫いている。郁芳北通は郁芳通の北に位置する東西の通りであり、郁芳通同様東は西日暮通から西は千本通までである。郁芳通の南に位置する郁芳南通も、東は西日暮通から西は千本通までの東西の通りであるが、途中、智恵光院通と美福通の間を二条児童公園で分断される。郁芳下通は郁芳南通の南に位置し、東は西日暮通から西は智恵光院通までの短い通りである。
郁芳通、竹屋町通、智恵光院通、美福通に囲まれた場所に位置する二条児童公園には、平家物語の伝説である源頼政の鵺退治のあと、頼政が太刀についた鵺の血を洗ったといわれる鵺池がある。

## 沿道の主な施設
- 二条児童公園　郁芳通美福東入
- NHK京都放送局　郁芳通美福東入
- 京都市上下水道局丸太町営業所　郁芳北通智恵光院東入
- 京都市上下水道局きた下水道管路管理センター　郁芳北通智恵光院東入